# Il più comico spettacolo del mondo
Pour plus de détails, voir Fiche technique et Distribution.
Il più comico spettacolo del mondo est une comédie parodique italienne réalisée par Mario Mattoli et sorti en 1953.
Il s'agit de l'un des premiers films italiens en trois dimensions (après Nozze vagabonde (it) de 1936), redistribué presque immédiatement dans une version en 2D. Le film est une parodie de Sous le plus grand chapiteau du monde (1952) de Cecil B. DeMille.

## Synopsis
Un clown nommé Tottons du cirque Togni, obligé de ne jamais se démaquiller pour ne pas révéler son identité, est continuellement poursuivi par les jalousies de trois femmes (une dompteuse de lions, une fantaisiste, une trapéziste) et aussi par l'enquête d'un policier.
L'intrigue est un prétexte évident pour une série de numéros tirés des magazines de Totò (comme celui du coiffeur homosexuel et de la masseuse).

## Fiche technique
- Titre original italien : Il più comico spettacolo del mondo[2]
- Réalisateur : Mario Mattoli
- Scénario : Mario Monicelli, Ruggero Maccari, Sandro Continenza et Italo De Tuddo
- Photographie : Fernando Risi (it), Riccardo Pallottini (it), Karl Strauss
- Montage : Roberto Cinquini (it)
- Musique : Armando Trovajoli
- Décors : Piero Filippone
- Costumes : Dario Cecchi
- Production : Alfredo De Laurentiis (it)
- Sociétés de production : Rosa Film
- Pays de production :  Italie
- Langue originale : italien
- Format : Couleur par Ferraniacolor - 1,37:1 - Son mono - 35 mm
- Durée : 69 minutes
- Genre : Comédie parodique
- Date de sortie :
  - Italie : 12 novembre 1953

## Distribution
- Totò : Tottons et la mère des Tottons
- May Britt : May, le dompteur
- Franca Faldini : Dorothy, la soubrette
- Mario Castellani : Karl le dompteur / Lucio, le coiffeur
- Totò Mignone : un marin
- Gianni Agus : le gentleman aux cheveux rouges teints
- Alberto Sorrentino : Bastian
- Ignazio Balsamo : le journaliste sicilien
- Enzo Garinei : le présentateur
- Lia Reiner : une cliente du salon de coiffure
- Tania Weber : Tania, la trapéziste
- Elena Sedlak : une danseuse
- Marc Lawrence : le propriétaire du cirque
- Eleonora Morana : Stella
- Salvo Libassi : le policier fédéral
- Fanny Landini : la fille du tir
- Anthony Quinn : (non crédité)